# Jesper Hiort
Jesper Sørensen Hiort (født 3. oktober 1641, død 23. marts 1673 på Kornerupgård ved Roskilde) var landsdommer i Sjælland og forstander for Herlufsholm, bror til Peder Hiort.
Hans forældre var rektor yed Kjøbenhavns latinske Skole, senere professor ethices ved Københavns Universitet, magister Søren Pedersen Kalundborg og Kirsten Jespersdatter Buchman (eller Caspersdatter Bechman). Han blev student 1658, studerede først herhjemme, rejste udenlands 1663-66, studerede i Leiden (jf. Personalhistorisk Tidsskrift, 2. række, IV, s. 306) og i Padua, hvor han et år beklædte værdigheden som syndicus. 10. februar 1668 fik han bestalling (Sjæl. Reg.) som landsdommer på Sjælland efter Christen Steensen (begravet i Roskilde Domkirke 29. januar 1669) og 14. november 1668 gaves kgl. konfirmation på hans udnævnelse til forstander for Herlufsholm efter Christen Bollesen, da Hjort var "en bekvem Mand, der med nogen Forstrækning kunde komme Skolen tilhjælp" (Sjæl. Reg.). Han beklædte stillingen 1. maj 1669 – 1. maj 1671. Ved Jesper Hiorts død 1673 udstedtes et latinsk universitetsprogram, og i modsætning til hvad der angives i H.B. Melchiors Historiske Efterretninger om Herlufsholms Stiftelse, s. 72-73 roser programmet hans virksomhed; navnlig af de forfaldne bygningers restaurering. Han døde af brystsyge. 
Han blev 8. maj 1667 gift med Anna Bülcke Pedersdatter (der som enke blev gift med oberst Andreas Harboe, død 28. november 1720 i Rendsborg), datter af præsident i København Peter Bülche. Han var far til officeren Severin Hiort og søofficeren Peter Hiort.
Over hans slægt findes en meget ufuldstændig stamtavle i Giessings Jubellærere II, 1, s. 180 f. Og en informativ stamtavle i oberstløitnant Otto Hjort: Stamtavle over en norsk Familie Hjort med Uddrag af andre norske og danske Slægter samt Undersøgelser om det Hjortske Segl (Kristiania 1912). 